# Port O'Brien
Port O'Brien est un groupe américain originaire d'Oakland, en Californie, formé en 2005 et dissous en 2011. Il mélange dans sa musique des éléments de rock indépendant, de musique acoustique et de folk.

## Histoire du groupe
Le groupe est nommé d'après une baie de l'île Kodiak où se trouvait une ancienne conserverie. C'est à cet endroit que les parents de Van Pierszalowski, cofondateur du groupe, se sont rencontrés pour la première fois.
Port O'Brien commença comme un duo de musique folk alors que Cambria Goodwin vivait à Cambria et Van Pierzsalowski à Oakland. Après que Cambria a déménagé plus près d'Oakland, ils ajoutèrent à leur groupe une section rythmique composée de Caleb Nichols et Joshua Barnhart,.
Le groupe a sorti trois albums. Le premier, The Wind and The Swell, a été produit par American Dust, le second, All We Could Do Was Sing, par City Slang Records en 2008, et le troisième et dernier en date, Threadbare, par TBD Records en 2009. Leur chanson  I Woke Up Today, extraite de leur second album, a été utilisée en Australie pour la publicité de la marque de peinture Dulux Valentine.
Port O'Brien a tourné dans la plupart des pays d'Europe et aux États-Unis auprès de groupes tels que Nada Surf ou Bright Eyes. Ils ont reçu des critiques élogieuses de la part de Pitchfork, AllMusic, ou encore du Times et du Guardian,.
Le 11 mai 2011, le groupe annonce sur sa page Facebook sa dissolution, le cofondateur Van Pierszalowski souhaitant se consacrer à un nouveau projet, intitulé Waters (en), avant de débuter une carrière solo sous le nom de Van William. Ryan Stively poursuit lui aussi d'autres projets tandis que Cambria Goodwin cesse de se consacrer professionnellement à la musique.

## Discographie

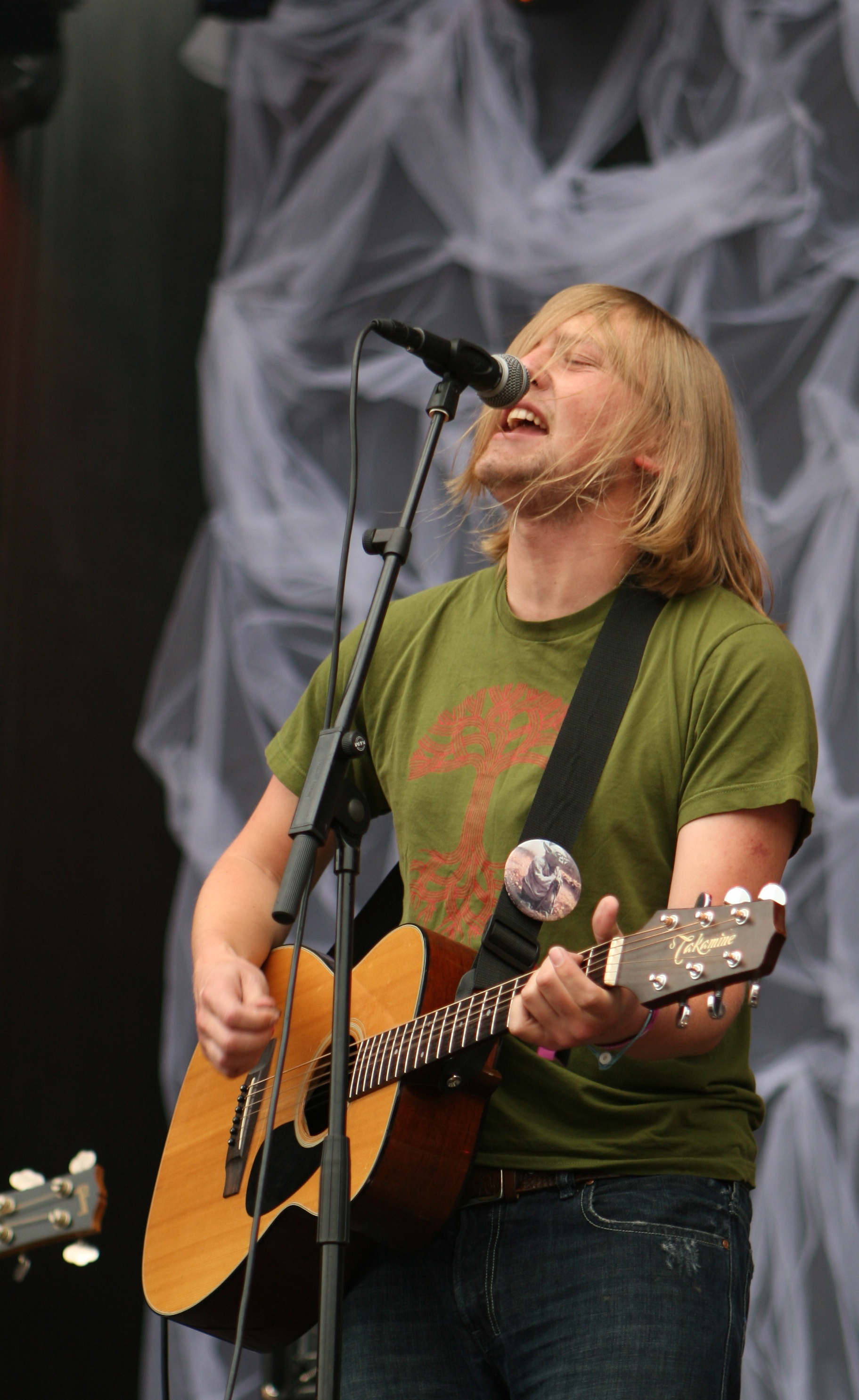
Van Pierszalowski, chanteur du groupe, en juin 2008 à Barcelone

### Albums
- The Wind and The Swell, 2007, American Dust
- All We Could Do Was Sing, 2008, City Slang Records
- Threadbare, 2009, City Slang Records

### Extended plays
- Winter, 2008, City Slang Records

### Singles
- I Woke Up Today, 2007, City Slang Records
- Close The Lid, 2008, City Slang Records
- Winter, 2009, City Slang Records